# Galina Stěpanská
Galina Andrejevna Stěpanská (rusky Гали́на Андре́евна Степа́нская; * 27. ledna 1949 Leningrad, Ruská SFSR) je bývalá sovětská rychlobruslařka.
Na prvních mezinárodních závodech startovala v roce 1970, prvního Mistrovství světa ve víceboji se zúčastnila v roce 1973, kdy skončila na sedmém místě. O rok později byla desátá, v roce 1975 jedenáctá. Ze Zimních olympijských her 1976 si odvezla zlatou medaili ze závodu na 1500 m, na dalších olympijských tratích nestartovala. V roce 1977 získala stříbrnou medaili na světovém vícebojařském šampionátu, kterou v roce 1978 obhájila. V sezóně 1978/1979 se účastnila pouze národních závodů, na Mistrovství světa ve víceboji 1980 skončila na 29. místě. Po sezóně 1979/1980 ukončila sportovní kariéru.